# Đàn hồ

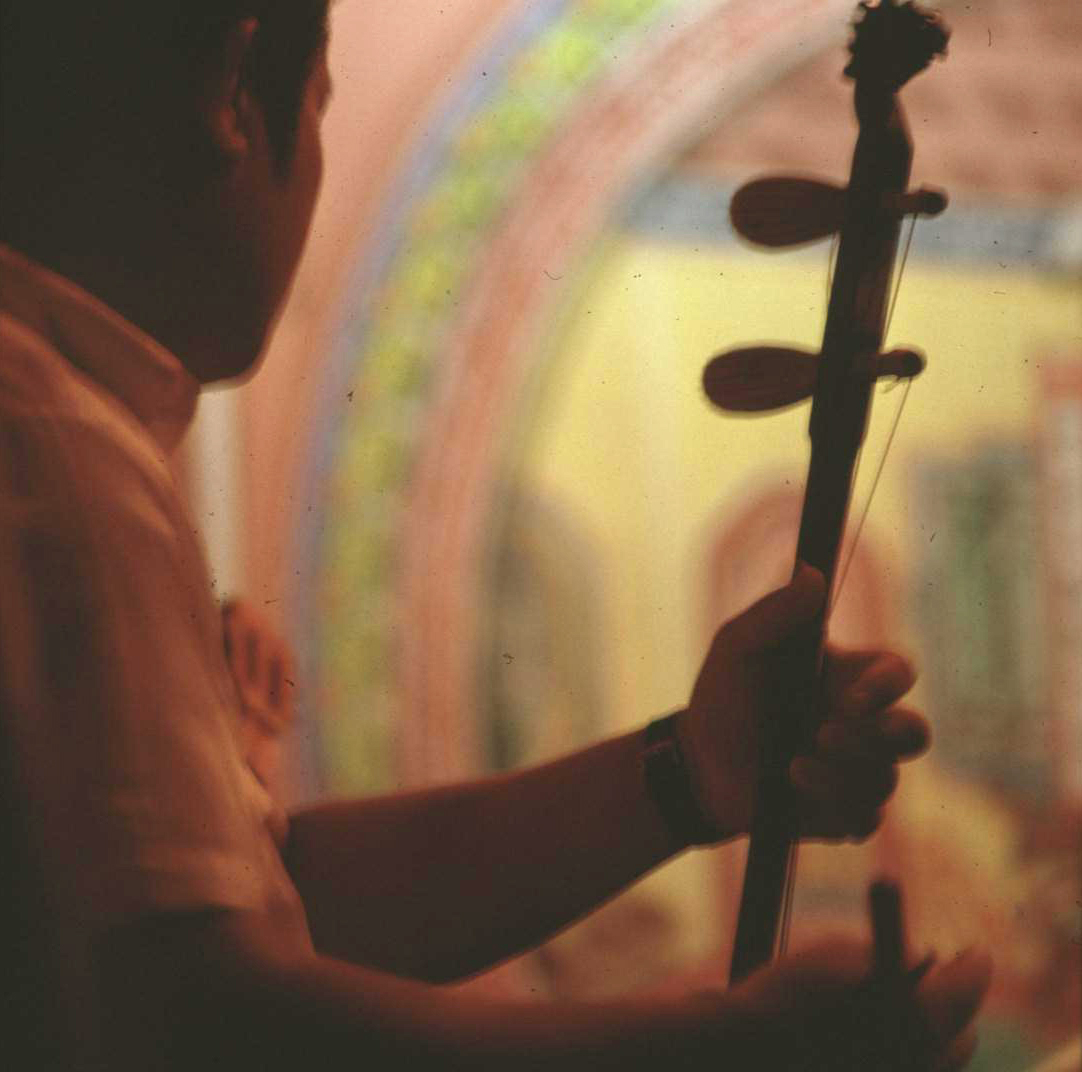
Một nhạc công chơi đàn hồ

Đàn hồ là nhạc cụ dân tộc của châu Á  thuộc bộ dây, sử dụng cung mã vĩ (lông đuôi ngựa) kéo cho cọ vào dây để tạo âm. Ban đầu, đàn hồ chỉ có một loại. Trong quá trình phát triển, nhạc cụ này có ba biến thể: Hồ tiểu (小二胡), Hồ trung (中二胡) và Hồ đại (大二胡). Ngoài ra, mỗi dân tộc sử dụng loại đàn này cũng có những kiểu cách riêng. Vì cùng có hai dây nên đàn hồ có cấu tạo giống như đàn nhị nhưng kích thước bầu cộng hưởng lớn hơn, âm thanh trầm hơn đàn nhị. Đàn hồ thường có trong biên chế của dàn nhạc dân tộc cổ truyền. Người ta dùng nó để đệm cho các giọng nam trung, nam trầm, nữ trung (còn gọi là giọng thổ), diễn tả những âm điệu suy tư, trầm mặc hoặc những giai điệu buồn. Đàn hồ cũng được dùng phổ biến trong nghệ thuật kinh kịch và côn khúc nổi tiếng của Trung Quốc.

## Lịch sử

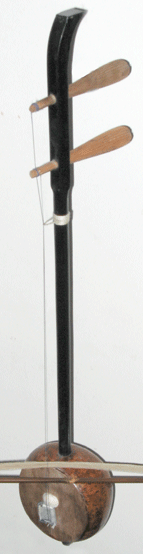
Đàn da hồ của Trung Quốc với bầu đàn làm từ gáo dừa

Đàn hồ tại Việt Nam hiện nay có xuất xứ từ Ấn Độ và vùng Trung Á qua Trung Quốc, được du nhập vào Việt Nam cùng với Trống cơm từ thế kỷ I đến thế kỷ III sau công nguyên. Tại Trung Quốc, người Hoa cũng du nhập loại nhạc cụ này từ người Hồ (tên gọi được người Hán dùng để chỉ các dân tộc sinh sống tại vùng giáp giới giữa tây bắc Trung Quốc với các nước Trung Á) trong thời kỳ thịnh đạt của "Con đường tơ lụa". Vì vậy nên người Trung Quốc gọi nó là Hồ cầm (đàn của người Hồ). Người Việt Nam gọi theo ngôn ngữ của mình là đàn hồ. Ban đầu, nó là nhạc cụ của những người du mục, được dùng trong sinh hoạt văn nghệ dân gian và trong các cuộc tế lễ. Hiện nay, đàn hồ có mặt trong hầu hết các dàn nhạc dân tộc cổ truyền Trung Hoa, Việt Nam, Triều Tiên, Hàn Quốc, Đài Loan. Loại đàn này cũng có mặt ở Ấn Độ, Miến Điện, Thái Lan, Campuchia, Indonesia, Thổ Nhĩ Kỳ, một số nước khu vực Tây Á và Kavkaz.. Loại nhạc cụ này dần dần được bản địa hóa. Không chỉ người Kinh mà người Thái, người Khơ me cũng chế tác đàn hồ cho mình. Ngày nay, đàn hồ có mặt ở hầu hết các dàn nhạc cổ truyền dân tộc Việt Nam.

## Cấu tạo và đặc tính âm thanh

### Cấu tạo

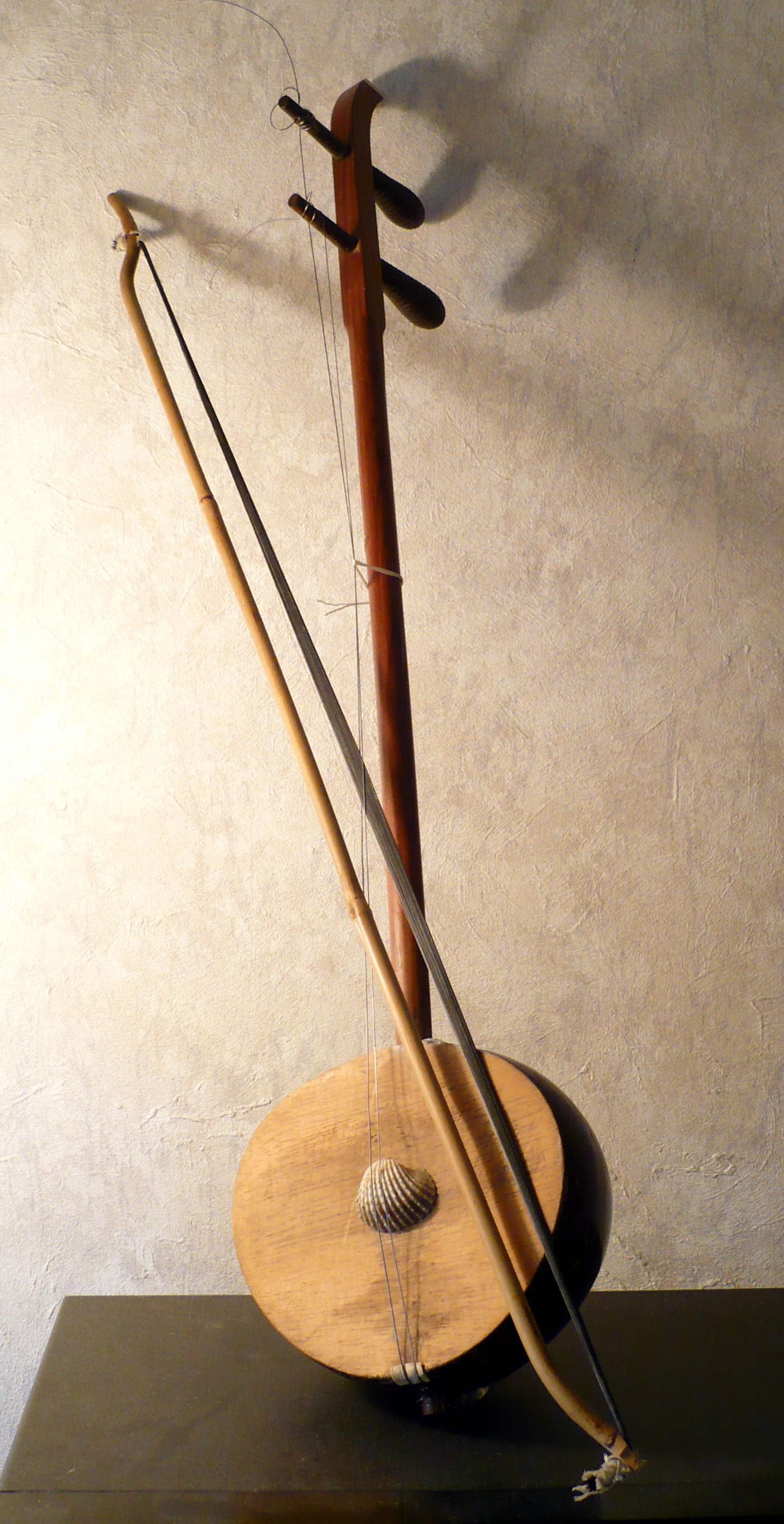
Da hồ, một trong các họ hàng của đàn họ hồ cầm Trung Quốc

Đàn hồ có cấu tạo khá đơn giản, gồm có:
- Hộp cộng hưởng hình trụ tròn, trụ lục giác, trụ bát giác, nửa hình cầu hoặc parabol tròn xoay (tùy theo từng nơi chế tạo). Mặt hộp cộng hưởng làm bằng da thú hoặc da trăn đã thuộc và phơi sấy khô căng đều lên mép hộp. Đây là nhược điểm của loại mặt đàn này, khi không khí ẩm hoặc mặt đàn bị dính nước, âm thanh của đàn sẽ kém vang và bị sai lệch nhiều.
- Cần đàn hình trụ tròn, làm bằng loại gỗ cứng đã phơi khô, tẩm sấy, ít biến dạng, được cắm vào hộp cộng hưởng phía gần mặt da. Để tạo thuận loại cho nhạc công di chuyển bàn tay trái khi bấm dây, cần đàn được bào nhẵn, phủ sơn ta hoặc vecni. Để tạo dáng, đầu trên của cần đàn thường được uốn cong.
- Đàn hồ có hai dây. Dây đàn hồ cổ được làm bằng ruột mèo phơi khô, thái thành sợi mỏng. Dây đàn hồ hiện nay thường được làm bằng tơ tằm, tơ nhân tạo (haegeum Hàn Quốc) hoặc nilon. Cũng có một số loại dùng dây kim loại nhưng âm thanh không mượt. Một đầu dây quấn vào tay quay định âm, một đầu cố định ở phía dưới đáy đàn.
- Tay quay định âm được làm bằng gỗ cứng, xỏ qua lỗ đục sẵn trên phía đầu cần đàn.
- Chốt định âm (thường được gọi là con ngựa) được đặt vào khoảng giữa mặt da, có tác dụng tách hai dây đàn với một khoảng cách từ 0,5 (hồ) đến 1,5 cm (hồ đại) và áp vào hộp cộng hưởng để nâng dây đàn khỏi mặt đàn.
- Cung kéo được làm từ lông đuôi ngựa (mã vĩ), căng trên một cành trúc (tre) nhỏ tạo thành hình cánh cung. Khác với đàn Violon của phương Tây có mã vĩ rời bên ngoài và trượt trên 4 dây đàn; dây mã vĩ của đàn hồ đi qua khoảng cách giữa hai dây. Lông đuôi ngựa trượt trên dây đàn tạo ra âm thanh. Để tăng độ ma sát khi kéo đàn, người ta thường dùng miếng nhựa thông chà xát vào lông đuôi ngựa. Ngày nay, các nghệ sĩ thường dùng cung vĩ của đàn violon với tính năng tương đương để có thể xếp gọn dọc theo cần đàn khi cất giữ hoặc di chuyển.
- Dây níu: Để định âm cho từng âm vực khác nhau theo bản nhạc hoặc phù hợp theo giọng hát khi đệm cho ca sĩ, người ta thường dùng dây níu để rút ngắn hoặc kéo dài khoảng cách phát âm của dây đàn, tạo ra âm vực trầm, bổng khác nhau.

### Đặc tính âm thanh
Đàn hồ có âm vực thấp hơn đàn nhị từ 3 đến 8 cung bậc. Riêng hồ đại có âm vực thấp hơn nhị từ 16 đến 20 cung bậc. Âm sắc mờ đục nhưng đầy đặn, tạo cảm giác trầm mặc, khỏe khoắn, vững chãi. 
Trong ca nhạc dân tộc và kịch hát dân tộc (chèo, tuồng, cải lương của Việt Nam, kinh kịch 
hay cổ nhạc của Trung Quốc, C-pop hay Nhã nhạc của Triều Tiên và Hàn Quốc); đàn hồ thường được dùng để đệm cho giọng nam trung, nam trầm, nữ trung. Đây cũng là loại đàn đặc trưng của nghệ thuật hát xẩm khi diễn tấu với trống khẩu và các loại phách.

### Kỹ thuật định âm
Đàn hồ có 2 dây được định âm cách nhau 1 quãng năm đúng, âm vực rộng hơn 2 quãng tám, nhưng thường được các nhạc sĩ viết trong vòng 2 quãng tám. 
Kỹ thuật sử dụng đàn hồ cũng giống như đàn nhị nhưng do nó có kích thước lớn hơn, cần đàn và dây đàn dài hơn nên người biểu diễn phải sử dụng thế bấm xoạc rộng hơn. Đối với đàn hồ, nhạc công chỉ có thể bấm trên 1 dây trong vòng 1 quãng 4 đúng, song nếu sử dụng đàn nhị họ có thể bấm quãng rộng hơn.
Lên dây đàn Hồ
Tầm âm của đàn Hồ

## Thể loại và vị trí trong dàn nhạc

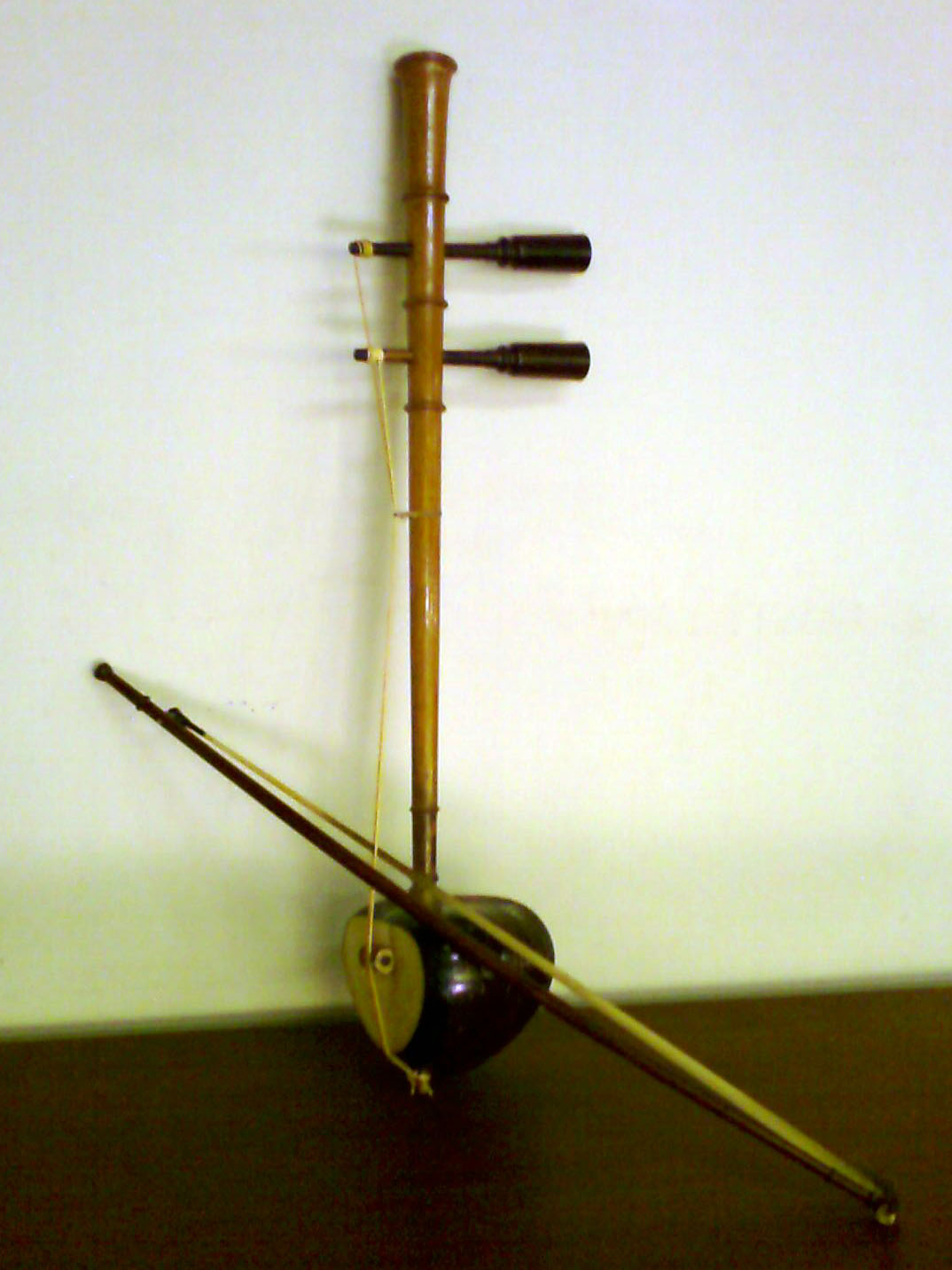
Xò u - Đàn hồ của người Thái

Đàn hồ ban đầu chỉ có một loại. Về sau, nó phát triển thành ba loại có cùng đặc điểm cấu tạo và cách thức sử dụng nhưng khác nhau về kích thước, âm vực, âm sắc cũng như vị trí trong dàn nhạc. Đó là Hồ, Hồ trung, Hồ đại

### Hồ
Cũng được gọi là đàn nhị trung để phân biệt với đàn nhị líu. Đâu loại đàn phổ biến trong các dàn nhạc dân tộc. Dây đàn được định âm tương ứng với đàn nhị. Hai dây cách nhau một quãng năm đúng trên khuôn nhạc khóa sol. Đối ứng với dàn nhạc cổ điển phương Tây, nó có âm vực tương đương với đàn viola nhưng với âm sắc đục hơn; thường được sử dụng làm bè trung của dàn nhạc với số lượng từ 2 đến 10 chiếc (tùy theo quy mô dàn nhạc). Trong môn nghệ thuật hát xẩm, đàn hồ được diễn tấu cùng với trống khẩu, phách thoi và phách thẻ. Khác với cách thức diễn tấu của violon hoặc viola, người sử dụng đặt hộp đàn lên phần trên của đùi và kéo đàn ở tư thế ngồi. Các kỹ thuật sử dụng cung ngắt, chạy nhanh, nhảy xa, rền, rung, vuốt, luyến, láy được áp dụng phổ biến.

### Hồ trung

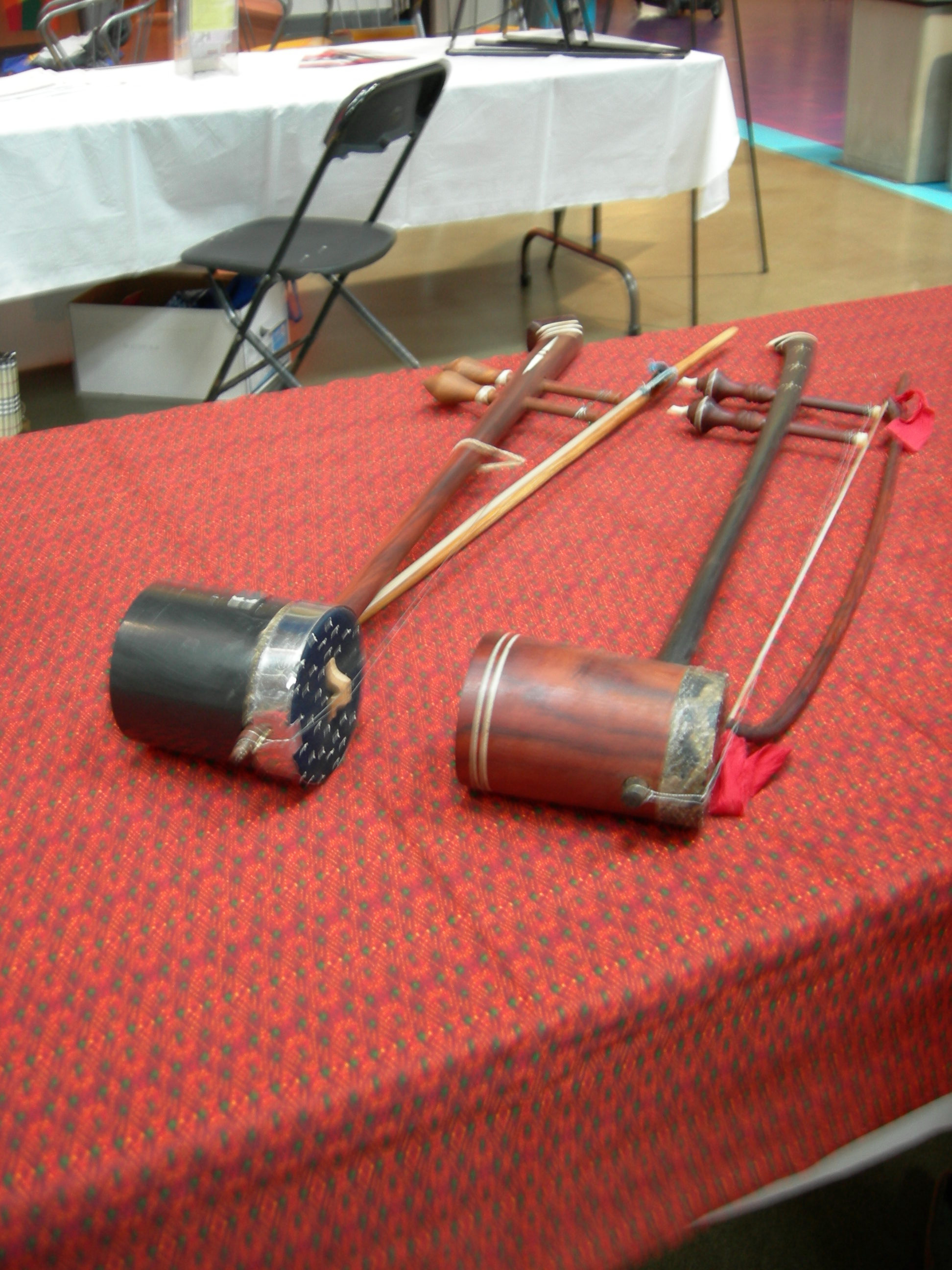
Đàn tro của người Khmer

Hồ trung có kích thước lớn hơn hồ thường. Dây đàn hồ trung to hơn dây đàn hồ và được định âm trầm hơn dây đàn hồ 1 quãng tám (8 cung bậc). Hai dây đàn được định âm cách nhau 1 quãng năm đúng nhưng được ghi nốt nhạc ở khóa fa trong khuôn ký âm tự (khuôn ghi nốt nhạc 5 dòng). Đối ứng với dàn nhạc cổ điển phương Tây, đàn hồ trung có âm vực tương đương với đàn violoncel (thường gọi tắt là cello) làm bè trung pha trầm và trầm trong dàn nhạc. Do có kích thước tương đối lớn và trọng lượng đáng kể, khi sử dụng, nhạc công phải dùng một giá đỡ hộp đàn bằng gỗ để trước mặt và diễn tấu trong tư thế ngồi trên ghế. Các kỹ thuật rền, rung, vuốt, luyến, láy được áp dụng kết hợp với sử dụng cung liền (giai điệu) hoặc cung rời (piczigator). Các kỹ thuật dùng cung ngắt, chạy nhanh, nhảy xa ít được áp dụng do không phù hợp với đặc tính âm vực và âm sắc của đàn.

### Hồ đại

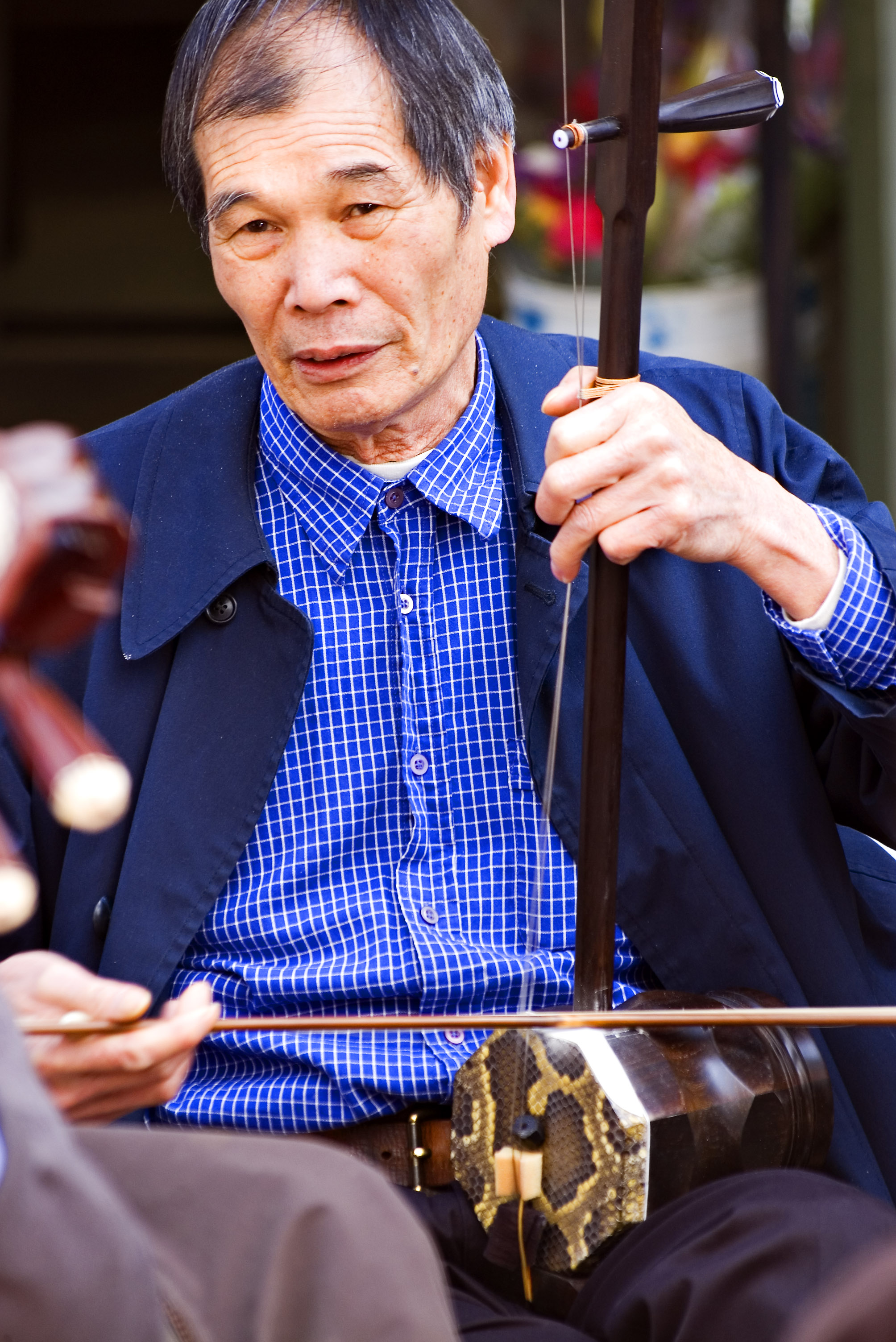
Diễn tấu đàn hồ

Đây là loại đàn có kích thước lớn thứ hai sau đê âm cách hồ trong các loại đàn hồ. Dây hồ đại to được định âm thấp hơn 1,5 quãng tám (12 cung bậc) so với đàn hồ. Với nghệ sĩ tài năng, hồ đại có thể được định âm rộng gần 2 quãng tám. Hai dây đàn lên cách nhau 1 quãng năm đúng và được ghi nốt nhạc ở khóa fa trong khuôn nhạc. Đối ứng với dàn nhạc cổ điển-thính phòng phương Tây, hồ đại có vị trí tương đương với đàn contrebass, đảm nhận bè trầm và cực trầm trong dàn nhạc. Do kích thước và trọng lượng lớn, khi sử dụng, nhạc công phải đặt đàn xuống sàn và diễn tấu trong tư thế ngồi trên ghế. Các kỹ thuật sử dụng cung rời (piczigator) thường được dùng để đệm cho phần tiết tấu của bản nhạc hoặc bài hát. Kỹ thuật cung liền (giai điệu) bị hạn chế do âm vực của đàn thấp. Các kỹ thuật rền, rung, vuốt, luyến, láy hầu như không dùng đến. Gần đây một số nghệ nhân đã cải tiến đàn hồ trung với 4 dây đàn và bàn phím trơn như cần đàn cello hay contrabss, mục đích để sử dụng trong các dàn nhạc dân tộc quy mô. Do cung vĩ rời nên nhạc cụ cải tiến này có kỹ thuật kéo đẩy tương tự cello và contrabass.